# Гребля Ваді-Хасаб
Гребля Ваді-Хасаб (Wadi Khasab) — інженерна споруда на півночі Оману.
Греблю у ексклаві Мусандам ввели в дію у 1986 році. Ця земляна споруда має довжину 830 метрів, висоту 23 метри та може утримувати водосховище з об'ємом 16 млн м3. До комплексу входить водопропускна споруда продуктивністю 1 тисяча м3 на секунду.
Завдяки великому об'єму сховища гребля може виконувати не лише функцію поповнення водоносних горизонтів (в Омані поширене спорудження гребель, які мають затримати воду після епізодичних дощів та забезпечити її всотування у  алювіальні породи русла), але й забезпечує протиповеневий захист.